# Liste der Bischöfe von Concordia
Die folgenden Personen waren Bischöfe von Concordia-Pordenone (Italien):
- 579 Chiarissimo
- 591 August
- 604 Johannes
- 802 Peter I.
- 827 Anselm
- 844 Tomicario
- 901 Adelmann
- 963–984 Alberic
- 996 Benno oder Benone
- 1015 Majo
- 1031 Roadbert
- 1063 Diotwin
- 1089 Regimpoto
- 1106 Riwino
- 1119 Otto I.
- 1136 Artmann
- 1139 Gervico
- 1163 Conone
- 1178 Gerardo
- 1180 Gionata
- 1188 Romolo
- 1203 Volderico
- 1214 Oddo
- 1216 Almerico
- 1221 Federico
- 1251 Guglielmo da Cividale
- 1251 Guarnerio
- 1252 Tiso
- 1257 Alberto da Collice
- 1269 Fulcherio di Zuccola
- 1293 Giacomo d’Ottonello
- 1317 Artico
- 1331 Guido I.
- 1333 Umberto da Cesene
- 1334 Guido II. de Guisis
- 1340 Hainzutto di Ragogne
- 1347 Costantino di Savorgnan
- 1348 Pietro II. da Clausel
- 1361 Guido III. de Barzis
- 1380 Ambrogio da Parme
- 1389 Agostino
- 1392 Antonio I. Panciera da Puart
- 1402 Antonio II. da Ponte
- 1409 Enrico di Strassolt
- 1433 Daniele Scotto
- 1443 Battista Legname
- 1455 Antonio III. Feletto
- 1488 Leonello Chiericato
- 1506 Francesco Kardinal Argentino
- 1511 Giovanni Argentino
- 1533 Marino Kardinal Grimani
- 1545 Pietro III. Querini
- 1585 Marino Querini
- 1585 Matteo I. Sanudo
- 1616 Matteo II. Sanudo
- 1642 Benedetto Cappello
- 1667 Bartolomeo Gradenigo
- 1668 Agostino II. Premoli
- 1693 Paolo Valaresso
- 1724 Jacopo Maria Erizzo
- 1762 Alvise Maria Gabrieli
- 1779 Giuseppe Maria Bressa
- 1820 Pietro IV. Carlo Ciani
- 1827 Carlo Fontanini
- 1850 Angelo Fusinato
- 1856 Andrea Casasola
- 1866 Nicolò dai conts Frangipane
- 1872 Pietro V. Cappellari
- 1881 Domenico Pio Rossi, O.P.
- 1893 Pietro VI. Zamburlini
- 1898 Francesco Isola
- 1919 Luigi Paulini
- 1944 Vittorio D’Alessi
- 1949 Vittorio De Zanche
- 1977 Abramo Freschi
- 1989 Sennen Corrà
- 2000 Ovidio Poletto
- 2011 Giuseppe Pellegrini